# Ernest Cribb
Ernest Frank „Jack“ Cribb (* 4. August 1885 in Havant, Vereinigtes Königreich; † 18. August 1957 in Vancouver) war ein kanadischer Segler.

## Erfolge
Ernest Cribb, der für den Royal Vancouver Yacht Club segelte, gewann 1932 in Los Angeles bei den Olympischen Spielen in der 8-Meter-Klasse die Silbermedaille. Er war Crewmitglied des von Skipper Ronald Maitland angeführten Bootes Santa Maria, das sämtliche vier Wettfahrten auf dem zweiten Platz und damit hinter dem einzigen anderen Boot, der Angelita von Skipper Owen Churchill aus den Vereinigten Staaten, beendete. Neben Cribb gehörten außerdem Peter Gordon, George Gyles, Harry Jones und Hubert Wallace zur Crew der Santa Maria.
Für Grand Trunk Railway war er in der Region Klondike sowie in Ost-Kanada tätig. Während des Zweiten Weltkriegs arbeitete er als Vorarbeiter in einer Werft, in der zahlreiche Kriegsschiffe gebaut wurden. Schließlich war er im Management bei der Werft West Coast Salvage & Contracting in Vancouver beschäftigt.